# Joey Mills
Joey Mills (ur. 20 maja 1998 w Saint Louis) – amerykański aktor pornograficzny.
W 2021 zajął pierwsze miejsce na liście aktorów gejowskiego porno najczęściej wyszukiwanych w sieci (według portalu Str8UpGayPorn). Laureat czterech nagród Grabby.

## Kariera
Karierę w branży porno rozpoczął za namową znajomego, który nakłonił go do wysłania zgłoszenia do wytwórni Helix Studios. Debiutował w lipcu 2016 występem w scenie Drilling Joey Mills. Był współautorem książki pt. „Electric Soul” wydanej w 2019 przez Helix Studios. W 2019, po zagraniu w kilkunastu produkcjach, ogłosił odejście z wytwórni. Latem 2019 podpisał ekskluzywny kontrakt z wytwórnią Men.com.
Za występ w filmie Breathe (2017) otrzymał w 2018 pierwszą w swojej karierze nagrodę Grabby, zwyciężając w kategorii najlepsza grupa (z Wesem Campbellem, Corbinem Colbym, Seanem Fordem i Blakiem Mitchellem). W 2019 otrzymał nagrodę Grabby dla najlepszego wykonawcy „twinka” oraz dla najlepszej grupy (z Julianem Bellem, Tylerem Hillem, Coreyem Marshallem, Cameronem Parksem, Angelem Riverą i Kyle’em Rossem) za film Vegas Nights (2018). W 2020 otrzymał Str8UpGayPorn Award dla ulubionego duetu (z JJ Knightem za film Elevator Pitcher). W 2022 odebrał nagrodę Grabby dla najgorętszego „twinka”.

## Życie prywatne
Jest gejem. Pozostawał w związku z Ashtonem Summersem.

## Nagrody i nominacje
| Rok  | Nagroda                 | Kategoria                            | Film                          | Inni wykonawcy                                                                  | Rezultat  |
| ---- | ----------------------- | ------------------------------------ | ----------------------------- | ------------------------------------------------------------------------------- | --------- |
| 2017 | Grabby Award            | Najlepszy aktor                      | Raw Talent (2016)             | –                                                                               | Nominacja |
| 2017 | Grabby Award            | Najlepszy „twink”                    | –                             | –                                                                               | Nominacja |
| 2017 | Grabby Award            | Najlepsza grupa                      | Lifeguards (2016)             | Evan Parker, Tyler Hill, Kyle Ross, Max Carter, Blake Mitchell                  | Nominacja |
| 2017 | Str8UpGayPorn Award     | Najlepsza scena grupowa              | Lifeguards (2016)             | Evan Parker, Tyler Hill, Kyle Ross, Max Carter, Blake Mitchell                  | Nominacja |
| 2018 | GayVN Awards            | Najlepsza scena seksu grupowego      | Lifeguards (2016)             | Evan Parker, Tyler Hill, Kyle Ross, Max Carter, Blake Mitchell                  | Nominacja |
| 2018 | GayVN Awards            | Najlepsza scena „twinków”            | Cabin Fever (2017)            | Ashton Summers                                                                  | Nominacja |
| 2018 | GayVN Awards            | Wykonawca roku                       | –                             | –                                                                               | Nominacja |
| 2018 | GayVN Awards            | Nagroda fanów – Najlepszy „twink”    | –                             | –                                                                               | Nominacja |
| 2018 | Grabby Award            | Wykonawca „twink”                    | –                             | –                                                                               | Nominacja |
| 2018 | Grabby Award            | Najgorętszy pasyw                    | –                             | –                                                                               | Nominacja |
| 2018 | Grabby Award            | Najlepsza grupa                      | Breathe (2017)                | Wes Campbell, Corbin Colby, Sean Ford, Blake Mitchell                           | Wygrana   |
| 2018 | Grabby Award            | Najlepsza grupa                      | Vegas Pride Afterparty (2017) | Cole Claire, Cameron Parks, Ashton Summers                                      | Nominacja |
| 2018 | Grabby Award            | Najlepszy duet                       | Raw Rollers (2017)            | Cole Claire                                                                     | Nominacja |
| 2018 | Grabby Award            | Najgorętsza zamiana pozycji          | Beach Bodies (2017)           | Josh Brady                                                                      | Nominacja |
| 2018 | Grabby Award            | Wykonawca roku                       | –                             | –                                                                               | Nominacja |
| 2019 | Grabby Award            | Najlepszy wykonawca „twink”          | –                             | –                                                                               | Wygrana   |
| 2019 | Grabby Award            | Najlepsza grupa                      | Room for One More (2018)      | Josh Brady, Corbin Colby, Cameron Parks, Angel Rivera, Luke Wilder              | Nominacja |
| 2019 | Grabby Award            | Najlepsza grupa                      | Vegas Nights (2018)           | Julian Bell, Tyler Hill, Corey Marshall, Cameron Parks, Angel Rivera, Kyle Ross | Wygrana   |
| 2019 | Grabby Award            | Najlepszy aktor wspierający          | Vegas Nights (2018)           | –                                                                               | Nominacja |
| 2019 | Grabby Award            | Najlepszy scena seksu triolizmu      | Vegas Nights (2018)           | Corbin Colby, Angel Rivera                                                      | Nominacja |
| 2019 | Grabby Award            | Najlepszy duet                       | Mine (2018)                   | Blake Mitchell                                                                  | Nominacja |
| 2019 | Grabby Award            | Wykonawca roku                       | –                             | –                                                                               | Nominacja |
| 2019 | Grabby Award            | Najgorętszy pasyw                    | –                             | –                                                                               | Nominacja |
| 2019 | Nagroda portalu Pornhub | Najlepszy wykonawca „twink”          | –                             | –                                                                               | Nominacja |
| 2019 | Nagroda portalu Pornhub | Najpopularniejszy gejowski wykonawca | –                             | –                                                                               | Nominacja |
| 2019 | GayVN Award             | Najlepsza scena w duecie             | Mine (2018)                   | Blake Mitchell                                                                  | Nominacja |
| 2019 | GayVN Award             | Najlepsza scena seksu fetyszu        | Virgin Kink (2018)            | Cameron Parks                                                                   | Nominacja |
| 2019 | GayVN Award             | Najlepsza scena seksu grupowego      | Room for One More (2018)      | Josh Brady, Corbin Colby, Cameron Parks, Angel Rivera, Luke Wilder              | Nominacja |
| 2019 | GayVN Award             | Wykonawca roku                       | –                             | –                                                                               | Nominacja |
| 2020 | Str8UpGayPorn Award     | Ulubiony duet                        | Elevator Pitcher              | JJ Knight                                                                       | Wygrana   |
| 2022 | Grabby Awards           | Najgorętszy „twink”                  | –                             | –                                                                               | Wygrana   |
| 2022 | Grabby Awards           | Najgorętsze scena seksu triolizmu    | Layover My Dick (Part 3)      | Dillon Diaz i Adrian Hart                                                       | Nominacja |